# قصي صدام حسين
قصي صدام حسين الناصري التكريتي (17 نيسان/أبريل 1967 – 22 تموز/يوليو 2003)، سياسي وقائد عسكري عراقي وهو الابن الثاني لصدام حسين. كان أيضًا مسؤولًا عن الحرس الجمهوري. قُتل قصي مع شقيقه عدي في غارة أميركية على منزل في الموصل كان يختبأ فيه.

## حياته
ولد قصي في بغداد عام 1966 وكان الابن الثاني لصدام حسين من زوجته ساجدة طلفاح. ذكرت بعض المصادر إنه ولد عام 1967 بينما قال آخرون إنه 1968. على عكس أفراد عائلته والسياسيين الآخرين، لا يُعرف الكثير عن قصي سياسيًا أو شخصيًا. كمل تعليمه الإعدادي والثانوي، التحق بجامعة بغداد ودرس الحقوق، اشتهر بحبه للصيد في المنطقة الغربية للعراق والمسماة الجزيرة
في عام 1988 تزوج من لمى ماهر عبد الرشيد ابنة ماهر عبد الرشيد وهو مسؤول عسكري رفيع المستوى وأحد رجال صدام حسين في الحرب مع إيران وأنجب منها أربعة أبناء موج، مصطفى، صدام وعدنان.

## نشاطه السياسي

### دوره في الإنتفاضة الشيعية
لعب دورًا في سحق الانتفاضة الشيعية في أعقاب حرب الخليج عام 1991 ،
قاد عملية تجفيف الأهوار في أعقاب الانتفاضة التي قام بها الشيعة في جنوب العراق وصرحت الحكومة العراقية حينها بأن هذا العمل كان يهدف إلى إنتاج أراض زراعية قابلة للاستخدام
واعتبرت المعارضة الخارجية بأن التدمير كان موجهاً ضد عرب الأهواز كنوع من الانتقام لمشاركتهم في انتفاضة عام 1991 وأدت إلى تجفيف 8200 كيلومتر مربع كان يلجأ للاختباء فيها المعارضون والفارون من بطش النظام.

### محاولات اغتياله
نجا من محاولتي اغتيال، إحداهما في 2001 والأخرى في أغسطس 2002، وذكرت تقارير إعلامية أنه أصيب في ذراعه.

## وريث الرئاسة
كان يُنظر إلی شقيقه الأكبر عدي صدام حسين على أنه وريث صدام إلی أن اُصيب بجروح خطيرة في محاولة اغتيال في عام 1996 وعلى عكس عُدي، الذي كان معروفًا بالترف والبذاءة والسلوك العنيف، فإن قصي صدام حسين ظل بعيداً عن الأنظار.

### اتهامات المعارضة العراقية
اتهمت المعارضة العراقية بتهم عدة منها تنظيم حملة «تنظيف السجون» التي تم فيها بحسب زعمها اعدام أكثر من ألف شخص اتهموا بالمشاركة في «الانتفاضة الشعبية» مؤكدة ان الحملة امتدت من الأشهر الأخيرة لعام 1998 حتى الشهرين الأولين من عام 1999، اللذين شهدا أيضاً اعدام الفريق الركن كامل ساجت المستشار لدى «ديوان الرئاسة» واغتيال المرجع الشيعي البارز محمد الصدر ونجليه في 19 فبراير1999.

### المناصب التي تقلدها
- أشرف على «الحرس الجمهوري» و«الحرس الجمهوري الخاص» المكلف مع «لواء الحماية» حماية الرئيس صدام وعائلته وعلى «الأمن الخاص» المكلف التعاطي مع الاضطرابات وأشكال المعارضة المسلحة التي شهدها العراق حينها كذلك أشرف منذ العام 1999 على «جهاز المخابرات» من خلال عمله في «مجلس الأمن الوطني» الذي شكله والده عام 1992 من أجل انهاء حالات التمرد التي قد تواجه الحكم، وهو ما كان حصل في «الانتفاضة الشعبانية» في آذار مارس 1991 بعد حرب الخليج الثانية 1991.
- في آذار عام 1999 انتخب ممثلا لوالده صدام حسين في «مجلس الدولة» الذي ضم شخصيات من «البعث» الحاكم ووزراء ومستشارين، ومنح الرئيس نجله الثاني صلاحيات واسعة فتمكن من خلالها إصدار الأوامر للوزراء ورؤساء الدوائر الحكومية إضافة إلى أوامر يلتزم تنفيذها وزير الدفاع وكبار ضباط الجيش
- في أيار/مايو 2001 انتخب عضواً في القيادة القطرية لـ«البعث» الحاكم في العراق وسمي نائباً للرئيس في أخطر المواقع الحزبية «المكتب العسكري» الذي يشرف فعلياً على القوات المسلحة العراقية وبما يفوق صلاحيات وزير الدفاع بعد حصوله على أعلى نسبة من أصوات أعضاء المؤتمر القطري الثاني عشر للحزب الحاكم،[13]

### دوره في الحرب الأمريكية على العراق
أوكل إليه والده مسؤولية حمايته، وكذلك وكلت له مهمة قيادة قطاعات الجيش في منطقة بغداد خلال حرب العراق عام 2003.
كان المشرف على تدريبات الحرس الجمهوري العراقي وألقي عليه اللوم في اندحار الجيش العراقي أمام القوات الأمريكية الغازية في 2003 بسبب عدم درايته بالأمور العسكرية
روى أحد مرافقيه بأنه في شهر فبراير 2003 وبعد انتهاء اجتماع للقيادة بحضور الرئيس صدام حسين استقل قصي سيارته ودار حديث بينهما عن التهديدات الأمريكية للعراق والتوقعات للمستقبل على إثر تلك التهديدات.
”فكان جواب قصي 

## مقتله

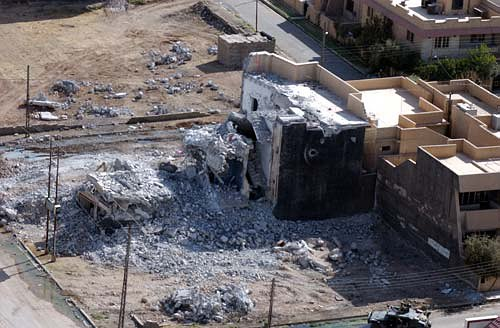
المنزل الذي كان يحتمي فيه عدي وقصي في الموصل في العراق، وتظهر أضرار الدمار نتيحة القصف العنيف.

بعد ظهر يوم 22 تموز/يوليو عام 2003، قتلت قوات من الفرقة 101 المحمولة جواً من مقر المشاة بمساعدة القوات الخاصة الأمريكية خلال مداهمة منزل في مدينة الموصل شمال العراق كل من قصي صدام حسين وابنه مصطفى البالغ من العمر 14 عامًا وشقيقه الأكبر عدي وحارس شخصي، وجاءت هذه العملية بعد قيام شخص يدعى (نواف الزيدان) بالوشاية عن مكانهم قبل يوم من العملية، وهو كما زُعم كان ابن عم وصديق لصدام حسين ومالك المنزل الذي اختبئ فيه الأربعة لعدة أسابيع، حاول فريق من القوات الخاصة الأمريكية القبض على كل من في المنزل في ذلك الوقت.
تراجعت القوات الخاصة بعد إطلاق النار عليهم واستدعت الدعم. وبعد أن أصيب عدد من أفراد الفرقة 121 بجروح، حاصرت فرقة المشاة 3/327 المنزل، وبدأت بإطلاق النار مستخدمة صواريخ من نوع بي جي إم-71 تاو، وقاذفة القنابل من نوع Mk 19، ورشاش من نوع M2 Browninig وأسلحة خفيفة. بعد حوالي أربع ساعات من العملية (استغرقت العملية بأكملها 6 ساعات)، دخل الجنود المنزل وعثروا على أربعة قتلى وهم عدي وشقيقه قصي وحارسهما الشخصي، ذكرت بعض التقارير أن مصطفى نجل قصي حسين البالغ من العمر 14 عامًا هو رابع جثة عثر عليها. وعلق العميد فرانك هيلميك مساعد قائد الفرقة 101 المحمولة جواً على العملية قائلا بأن جميع من كانوا في المنزل قتلوا أثناء معركة بالأسلحة النارية قبل أن تتمكن القوات الأمريكية من الدخول إليه.
واجه الجنود في المحاولة الأولى والثانية لاقتحام المنزل مقاومة شديدة استخدم فيها سلاح رشاش من طراز AK-47 والقنابل اليدوية. راقب عدي وقصي والحارس الشارع والطابق الأول من المنزل من حمام يقع أمام المنزل؛ بينما اختبأ نجل قصي في غرفة النوم في الخلف ودافع عن نفسه. قصفت القوات الأمريكية المنزل عدة مرات وأطلقت صواريخ. يُعتقد أن ثلاثة بالغين لقوا مصرعهم بسبب إطلاق صاروخ تاو على مقدمة المنزل. في المحاولة الثالثة لاقتحام المنزل قتل الجنود الابن الوحيد لقصي البالغ من العمر 14 عامًا بعد أن أطلق النار عليهم.
ذكر الكولونيل جو أندرسون إن إعلانًا باللغة العربية صدر في الساعة 10 صباحًا في ذلك اليوم يدعو فيه الذين داخل المنزل للخروج بسلام، ولكن الجواب الذي تلقاه هو صوت الرصاص. حاول فريق من الكوماندوز من ذوي الخبرة مهاجمة المبنى، لكنهم اضطروا إلى التراجع تحت النيران. أصيب أربعة جنود أمريكيين. ثم أمر أندرسون رجاله بإطلاق النار من رشاشات ثقيلة من عيار 50. رفض عدي وقصي حسين الاستسلام حتى بعد أن أطلقت مروحية صاروخا وأطلقت عليهم قنابل يدوية من عيار 40 ملم تجاههما. قرر أندرسون استخدام المزيد من القوة التي رأى أنها كانت ضرورية لقتل الإخوين، مما أدى في النهاية إلى إطلاق 12 صاروخ تاو على المبنى.
نعى صدام حسين وفاة ابنيه وحفيده في تسجيل صوتي بثته قناة العربية قال فيه:

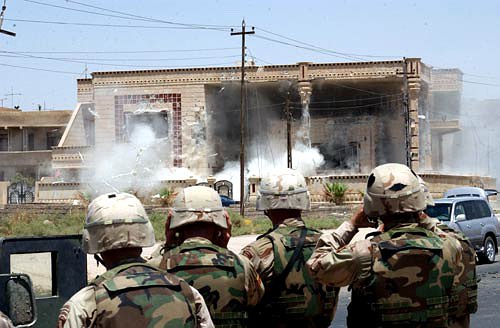
جنود الجيش الأمريكي من الفرقة 101 المحمولة جوا يشاهدون صاروخ تاو يضرب جانب منزل عدي وقصي في الموصل في العراق

«أيها النشامى في قواتنا المسلحة الباسلة، ننعى إليكم وأزف لكم نبأ الشرف وهو أمنية كل مواطن صادق مجاهد إذ ارتفعت أرواح كوكبة أخرى جديدة من الشهداء في سماء وضيافة الرب الرحيم..إن كل شباب امتنا وشباب العراق، هم عدي وقصي ومصطفى في ساحة الجهاد، لو لدى صدام مائة من الأبناء غير عدي وقصي لقدمهم فداءا للعراق أشكر الله على ما خصّنا به، وشرفنا باستشهادهم لأجله أرضوا الله بوقفة الجهاد في قتال باسل في ساحة الجهاد إن كنتم قد قتلتم عدي وقصي ومصطفى فكل شباب العراق وأمتنا هم عدي وقصي ومصطفى في ساحة الجهاد أبناءكم وإخوانكم عدي وقصي ومصطفى وقفوا وقفة الإيمان التي ترضي الله وتسرّ الصديق وتغيظ العدا بعد قتال باسل مع العدو استمر ست ساعات كاملة، ولم تستطع جيوش العدوان بكل ما لديها من أسلحة التمكن منهم إلا بعد استخدام الطائرات ضد المنزل الذي كانوا فيه لو كان لدى صدام نهر من الأولاد غير عدي وقصي لقدّمهم على الطريق...جاء موقف هذه الكوكبة مثلما هو موقف كل الشهداء الأبرار»
في 23 تموز/يوليو 2003، ذكرت القيادة الأمريكية أنها حددت بشكل قاطع هوية اثنين من القتلى على أنهما أبناء صدام حسين من سجلات طب الأسنان. كما أعلنوا أن المخبر (الذي يحتمل أن يكون صاحب الفيلا، نواف الزيدان، في الموصل التي قُتل فيها الأخوان) سيحصل على مكافأة قدرها 30 مليون دولار عُرضت سابقًا مقابل القبض عليهم. ولأن العديد من العراقيين شككوا في الرواية، فقد نشرت الحكومة الأمريكية صورًا للجثث وسمحت لمجلس الحكم العراقي بالتعرف على الجثث على الرغم من اعتراض الولايات المتحدة على نشر صور القتلى الأمريكيين على تلفزيون عربي. بعد ذلك، أعاد المتخصصون بناء أجسادهم، فحلقت لحية قصي وأزيلت الجروح التي أصيب بها في المعركة من جثته.